# NGC 3437
NGC 3437 ist eine Balken-Spiralgalaxie vom Hubble-Typ SBc im Sternbild Löwe am Nordsternhimmel. Sie ist schätzungsweise 55 Millionen Lichtjahre von der Milchstraße entfernt.
Das Objekt wurde am 12. März 1784 von Wilhelm Herschel entdeckt.